# Naplás-tó
A Naplás-tó (hivatalos nevén Szilas-pataki árvízvédelmi tározó) Budapest legnagyobb kiterjedésű állóvize, amelyet a Szilas-patak duzzasztásával az 1970-es években hoztak létre Budapest XVI. kerületében, Cinkotán. 1997 óta természetvédelmi terület a tározó (16 hektár) és környezete (amely 2013-ban bővült egy kaszálóval, ezzel együtt a nem állandó nyílt vízfelület területe összesen mintegy 150 hektár). Így, kiterjedését tekintve 2021-ben is a legnagyobb fővárosi helyi jelentőségű védett terület.
A Naplás-tó, a közeli erdős, lápos és mocsaras élőhelyekkel együtt számos vízimadár fontos pihenőhelye a tavaszi és őszi madárvonulási időszakban is. Flórájának és faunájának vizsgálata már az 1980-as évek elején megkezdődött. A változatos élőhelyegyüttesen több mint 200 madárfajt figyeltek meg, ezért évről évre megrendezik itt a nyilvános nyárvégi gyűrűzést (2013 óta) és az őszi európai madármegfigyelő napokat (2005 óta) a Magyar Madártani és Természetvédelmi Egyesület szervezésében. Sokszínű a terület növény- és rovarvilága, hüllő- és kétéltűállománya is. Az itteni mocsári teknős populáció 2002 óta a figyelem központjában áll, természetvédelmi és tudományos jellegű felméréseket, adatgyűjtéséket egyaránt végeznek rajtuk. A terület egykor rendkívül gazdag faunája azonban fokozatosan egyre jobban megsínyli az ember közelségét. Ezért látogathatóságát rendelet szabályozza. Az alsó-, a felső lápréten, valamint a tótól északra található fűzláp területén közlekedni csak gyalogosan, a kijelölt utakon szabad. Ez alól csak a tudományos célú jogerős természetvédelmi hatósági engedély jelent kivételt. A nádasban április 1. és október 30. között mindenféle közlekedés és tartózkodás tilos!
A terület népszerű szabadidős úti cél a környékbeliek számára. Kedvelt kirándulási célpont, tematikus tanösvényekkel, kilátóval, nyaranta horgászhely is. Tilos a tóban fürödni, télen pedig a jegére lépni, mivel – többek között – az egyenetlenül befagyó vízfelületen tartózkodni életveszélyes – erre a Rákosmenti Mezőőr Szolgálat munkatársai lehetőség szerint mindenkit figyelmeztetnek – és az élővilágnak sem kedvez ez a téli szórakozási forma, aminek tilalmát a Budapest helyi jelentőségű védett természeti területeiről szóló rendelet is tartalmazza.

## Kialakulása
A tó a Szilas-patak visszaduzzasztása révén alakult ki – egyes források szerint 1978-ban, a Budapest Főváros Tanácsa Végrehajtó Bizottsága üléseinek 1981. májusi jegyzőkönyve szerint 1975–1976-ban –, hogy ezáltal is elejét vegyék a patak áradásainak.
1976-ban már a Szilas-patak víztározójának megépítéséről és a patak teljes szabályozásáról cikkeztek. A tározó feladataként a következőket írták: „hóolvadáskor, nagy tavaszi esőzések idején összegyűjti a vizet, s azt a száraz nyári hónapokban öntözésre használhatják majd. Tervezik üdülési és sportlehetőségek megteremtését is a mesterséges tó mentén.” A munkálatokat a VI. ötéves tervben előirányzott Káposztásmegyeri lakótelep építése is sürgőssé és szükségessé tette.
1982-ben már Naplásként említik, ekkor készült az első út hozzá, társadalmi munkában. Bár vize jelentősen szennyezett volt, horgászni még nem volt szabad benne, már ekkor tervezték két-három év múltán a haltelepítés megkezdését, és partjának rendezését, hogy horgásztóként is üzemelhessen a funkciója szerint víztisztító, -szabályozó víztározó. Az 1990-es években is sikeres példaként említették tisztító szerepét (a vízminőség-javító tározók a szennyező anyagokat saját „testükbe” építik be, illetve oldhatatlanná téve vonják ki a természetes anyagforgalomból). A vízminőség azonban 1988-ig még nem tette lehetővé a horgász-terveket. Bár voltak kezdeményezések (a Mohosz Budapesti Intézőbizottsága szorgalmazta a környékbeli nagyobb szennyvízkibocsátó üzemeknél pl. víztisztító előtározó építését), azok 1987 tavaszáig pénzszűke miatt nem valósultak meg. Akkor azonban két nagy szennyező, a Szilas Mente Mgtsz. (amelynek területén a tározó létesült) uborkaüzeme, valamint a Hazai Fésűsfonó kistarcsai gyára „lekötötte” a szennyvízkifolyóit a patakról. Ezután gyorsított munkatempóban láttak neki a szükséges létesítmények kialakításának, majd 1987 őszétől 90 mázsa pontyot, 10 mázsa amúrt, 65 mázsa dévérkeszeget, 6 mázsa kétnyaras harcsa- és 1000 darab fekete sügér ivadékot, valamint két mázsányi csukát telepítettek a tóba. 1988 áprilisától már rendezett körülmények között fogadta a látogatókat, rendeztek versenyeket (noha az FSR hajók országos bajnokságát is itt rendezték már 1981-től).

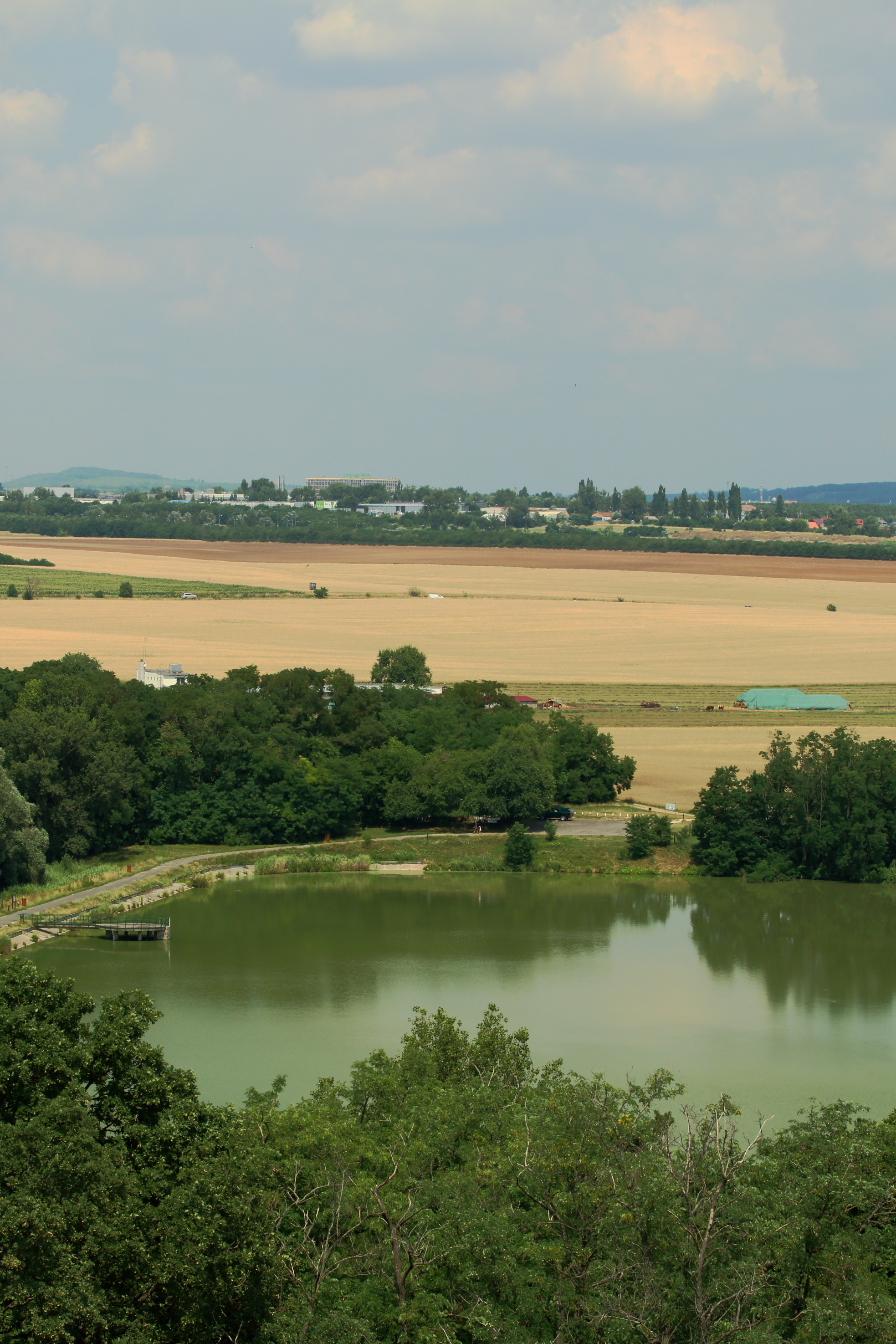
A gát (balra) és a tározó északkeleti csücske a Naplás-tavi kilátóból, 2021 júliusa

Területe eredetileg a patak árterületének széles, lapos völgyében elhelyezkedő, időszakosan vízzel borított láprét volt. Természetföldrajzi alapját a Pesti-hordalékkúpsíkságon a Duna ó-pleisztocén hordalékkúpjai adják és az azokat átvágó Szilas-patak alluviuma. A tó nyugati partja a patakot visszaduzzasztó földgát, melyen a tó felőli rész 
an betonozva, tetején pedig aszfaltozott út fut végig. Északi és keleti partja természetes úton alakult ki, ahogy a víz feltöltötte a gát előtti mélyebb részt, déli felét többször alakították. Létrehozása hozzájárult (hacsak nem kizárólagos oka) a patak menti láprétek maradvány-szerű fennmaradásához, amelyeket az egyre növekvő területhasználat miatt, a 19. századtól kezdődő nagy folyószabályozások és mocsárlecsapolások, majd a 20. századi árvízvédelmi munkálatok (patakmeder mélyítése, burkolása) következtében a kiszáradás fenyegetett.
A Szilas-patak menti területek növényvilágáról és ökológiájáról az 1970-es évekig nem voltak átfogó felmérések. A talajtani vizsgálatok alapján feltételezték az öntés jellegű réteket. 1975-ben Rajkai Kálmán biológus a cinkotai patakmenti sávban réti csenkeszes társulást írt le, amely réteken akkoriban legeltetés volt, illetve a cinkotai erdőnél az élessásos szegélyén megjelenő ártéri (ecsetpázsitos) mocsárrét, valamint réti és nádképű csenkeszes (Festucetum pratensis consoc. Festuca arundinacea) társulást, amely utóbbit akkor kaszálással hasznosították. A vizsgálatot 1979-ben is megismételték, de a Cinkota határában levő, már korábban is degradálódott, de még mindig értékes társulások, addigra a vízszabályozási beavatkozások következtében, szinte nyomtalanul eltűntek. A tó létesítése így mégis megmentette, illetve lehetővé tette a korábbi Szilasmenti élővilág újraalakulását, annak utolsóként fennmaradt hírmondójaként.
A Cinkotai parkerdő területén, amit Cinkotai-kiserdőként is neveznek, az  1700-as években legelő volt, majd az 1800-as években a domboldalt befásították. Ezek után annyi tudható, hogy a második világháborúban feltehetően, mint sok helyen másutt is, ez az erdő is elpusztult. Az 1950-es években a városiasodás felgyorsulásával és ezzel a természeti környezet iránti igény megnövekedésével a főváros is nagy erdőtelepítési programba kezdett Cinkotán. Ezt követően a faállományt elsősorban fenyő, akác, tölgy és nyárfa alkotta. Az 1970-es évek közepén már egy, a fővárost körbevevő erdőgyűrű kialakítása volt a cél, amit a Pilisi Parkerdő Gazdaság végzett. Elsőként 1976-ban, Cinkotán az Aranykalász Termelőszövetkezet földjein kezdték meg a talaj előkészítését, majd azt követően a facsemeték ültetését. A 2000-ig tervezett program kereteiben ahol a talajviszonyok megengedték, tölgyet, az egészen száraz területeken fenyőt, a patak menti részeken fűzet, hazai nyár-, és más vízkedvelő fákat telepítettek az ország különböző erdőgazdaságaiban nevelt csemetékből. Baranyi Katalin, a Parkerdő egykori műszaki vezetője az ezt követő folyamatokról így írt: „A ligetes patakpart menti fásításokban az évek folyamán megjelentek a védett lágyszárú növények is, melyek korábban a legeltetés és kaszálás miatt csak látens állapotban léteztek.” A domboldalon az 1950- és 1970-es években telepített elegyes (akác, tölgy és fenyő állományú) erdők egy része a 2010-es években került fiatalításra.

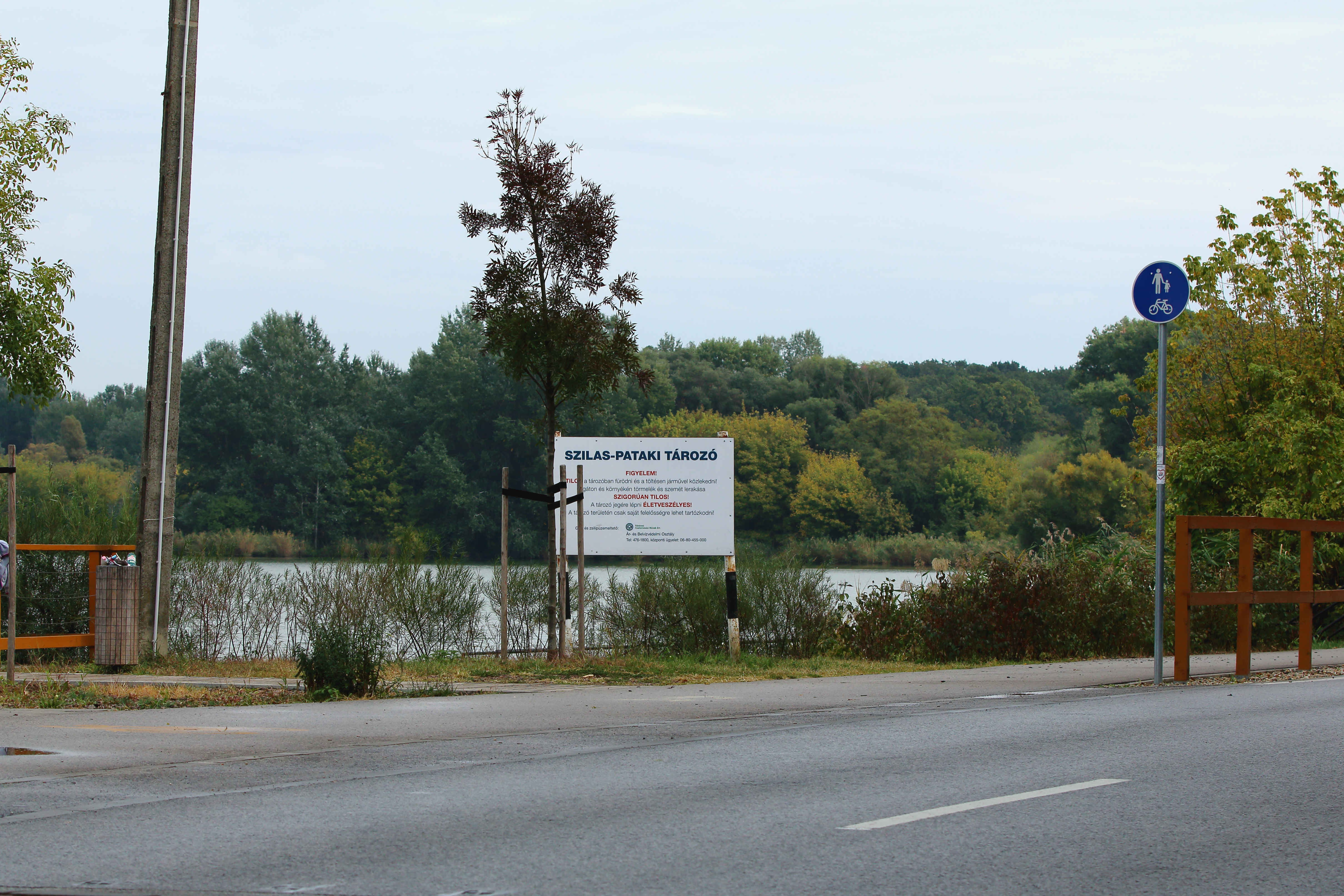
A Szilas-pataki tározó táblája

A tó, mint létesítmény és partja a XVI. kerületi (tanács, majd) önkormányzat területén, termelőszövetkezeti hasznosítású földeken létesült. 2002 óta azonban – egy joghézagnak köszönhetően – magán- és önkormányzati tulajdonba került (az erdő állami tulajdon, kezelője a Pilisi Parkerdő Zrt). A vízfelület kezelője a Fővárosi Csatornázási Művek Zrt.. A halászati jog a Magyar Államot illette, e célú üzemeltetését pályázattal 1988 óta a Fővárosi Horgászegyesületek Szövetsége (FŐHESZ) látta el, amely 100-150 mázsa halat telepít évente. 2018-tól két szervezet egymás közötti megállapodása alapján a FŐHESZ elsősorban a vízterület halgazdálkodásával kapcsolatos szakmai feladatok folyamatos koordinálását és a szakmai érdekvédelmi tevékenységet végezte, míg a BLV "Sport" Horgászegyesület, mint társ-alhaszonbérlő feladata a területi jegyek forgalmazása volt, s ennek az egyesületnek kellett gondoskodnia a vízterület halászati őrzéséről, haltelepítéseiről és egyéb, a halgazdálkodással összefüggő gyakorlati feladatokról, a tiszta, rendezett vízpart folyamatos fenntartásáról is. 2021. július 1-jétől év végéig a XVI. kerületi önkormányzat próba jelleggel átvállalta a Naplás-tó halőrzési feladatait a Rákosmenti Mezei Őrszolgálat közreműködésével és a vízminőség javítására fordítják a MOHOSZ által a horgászjegyek bevételéből erre a feladatra biztosított 1,8 millió forintot. Az ekkor hozott, 15/2021. (VI. 23.) Kt. számú határozat alapján a MOHOSZ-szal szerződést kötött, melyet 180/2021. (XII. 08.) Kt. számú határozatával további egy évre meghosszabbított, 2022.
december 31-éig. A 2023-ban megalakult Kertvárosi Horgász Egyesület 2023. július 5. és 2030. december 31. között felel a Naplás-tó horgászati célú hasznosításáért, halállományáért, a halőri feladatok, horgászturisztikai fejlesztések, valamint a vízi életközösség biológiai sokféleségének, illetve a vízterület és környezete megfelelő fenntartásának ellátásáért.

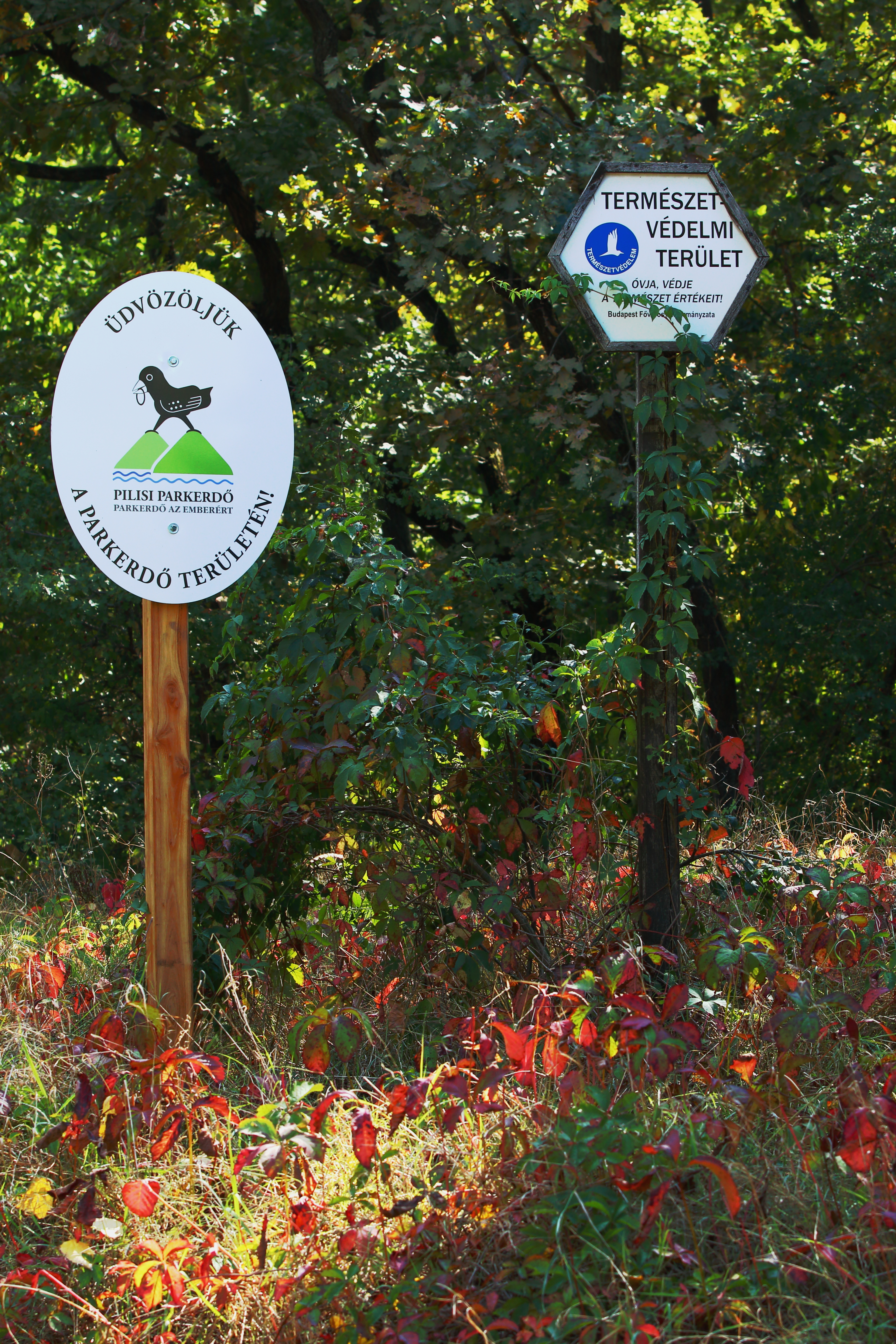

A Naplás-tó és környékének védelméről az 1980-as évek végén kezdtek el gondolkodni. Az ehhez szükséges komplex feltárást civil kezdeményezőként Stollmayer Ákosné (született: Boncz Emilia), a Szerb Antal Gimnázium biológiatanára szervezte meg és vitte végig 1989-től 1997-ig tanítványaival és a Magyar Természettudományi Múzeum Állattárának több munkatársával. A természetvédelmi kezelési tervet a 25/2013. (IV. 18.) számú Főv. Kgy. rendelet 21. melléklete tartalmazza (korábban a Budapest XVI. kerület, Naplás-tó és természeti környezete védetté nyilvánításáról szóló 6/1997. (III. 20.) Főv. Kgy. rendelet, majd a Budapest Főváros Közgyűlésének 32/1999. (VII. 22.) számú önkormányzati rendelete Budapest helyi jelentőségű természeti értékeinek védelméről).
Elsődleges rendeltetése szerint a tározó a Szilas-patak felső folyásának csapadékból származó árhullámait képes csökkenteni az alsóbb szakaszok védelme érdekében (a vízmennyiségek kiegyenlítésével). Folyamatos túlfolyással üzemelő mesterséges tó. Vízfelülete 157 000 m2, térfogata 280 000 m3 (árvízi térfogata 397 000 m3), üzemi vízszintje 150,04 mBf. Átlagos vízmélysége 2, maximális mélysége 3,1 méter. A 2015. évi környezeti állapotértékelés szerint vize erősen szennyezett (az ortofoszfát-ion és összes foszfor szintje alapján). A Budapest XVI. kerület 2019-es környezetállapot jelentése alapján a tó összesített minősítése az az évi vizsgálati eredmények alapján „Szennyezett” volt, ami alapján állapota romlott az előző évekhez viszonyítva.

## A Naplás szó eredete
Pesty Frigyes 1888-ban, a Magyarország helynevei történeti, földrajzi és nyelvészeti tekintetben kötetében a Naplás helynevet felsorolja Pest megyében, ahol egy szántóföld neve Úri falu területén, illetve Jászkún megyében egy sík területen Jász-Dósa falu határában dűlőnévként.
Az 1890-es években megjelent Magyar nyelvtörténeti szótár szerint a naplás szó a halogatás, naptöltés közötti időjelző jelentéssel bírt.
Több helyen, elsősorban Kiss Lajos 1982-es, a Magyar Nyelvőrben megjelent írását hozzák a szó eredetével kapcsolatban. Ő ebben a Mezőfalva belterületétől északra található Naplás nevű tóról írt, melyet már mint völgy 1753-ban is leírtak – ez a 21. századra már csak mint dűlőnév maradt fenn. E helynév magyarázatául a következőket írta: „a szerb-horvát Danište helynévnek a tükörfordítása. Ennek köznévi előzménye a szerb-horvát danište 'nappali tartózkodóhely'. A Naplás < naplás alapszava a régi napol, azaz 'időt eltölt, elveszteget (pl. a régi vármegyei rendszerben a beparancsolt előfogatos jobbágyok néha három-négy napig vesztegeltek a vármegyeház udvarán)' (vö. CzF. 4: 731 napol és napoló a.). Az 1753. évi adat arra mutat, hogy katonák egykori nappalozási helyével van dolgunk.” Ez a Fejér megyei helynevet az 1988-ban megjelent Földrajzi nevek etimológiai szótárában szintén a tükörfordítással keletkezett helyneveknél említette példaként, de szerepelt többek között az 1980-ban kiadott Magyar nyelvjárások című Debreceni Egyetem Magyar Nyelvtudományi Tanszékének évkönyvében a Kartográfiai Vállalat, 1978-as Magyarország földrajzinévtára című könyvében, illetve az 1972-es Fejér Megyei Történeti Évkönyvben is.
A cinkotai tározót Naplás-tó néven 1982-ben az Esti Hírlap pesti tavakról szóló cikke említi. Városi legenda szerint a szovjet katonák szavajárása után: „на пляж” (na plázs, magyarul: a partra vagy a strandhoz) lett megnevezése a magyar szájhagyományban Naplás, azonban többek között a víz szennyezettsége miatt ide biztosan nem jártak sem strandolni, sem pedig horgászni. Egy másik, jóval hihetőbb elmélet szerint még a 18. századtól kezdődően Cinkotára települt szlovákok emlegették a patak mentét úti célként, amikor mosni, vagy állatot terelgetni indultak úgy, hogy „na pláž” (kiejtve ná plás, jelentése az oroszéval azonos) és ebből alakulhatott ki később e szakasz neve. Azonban erre sincs hiteles bizonyíték, így (nem hivatalos) nevének eredetét tekintve nem zárható ki sem ez, sem pedig a korábbi értelmezések, más helység nevének átvétele sem. Ami biztos, hogy 1991-ben már a tóról kapta nevét a XVII. kerületi Naplás utca, Rákoskeresztúr–Rákoscsaba-Újtelepen, a cinkotai parkerdőtől az Újtelep utcáig.

## Élővilága

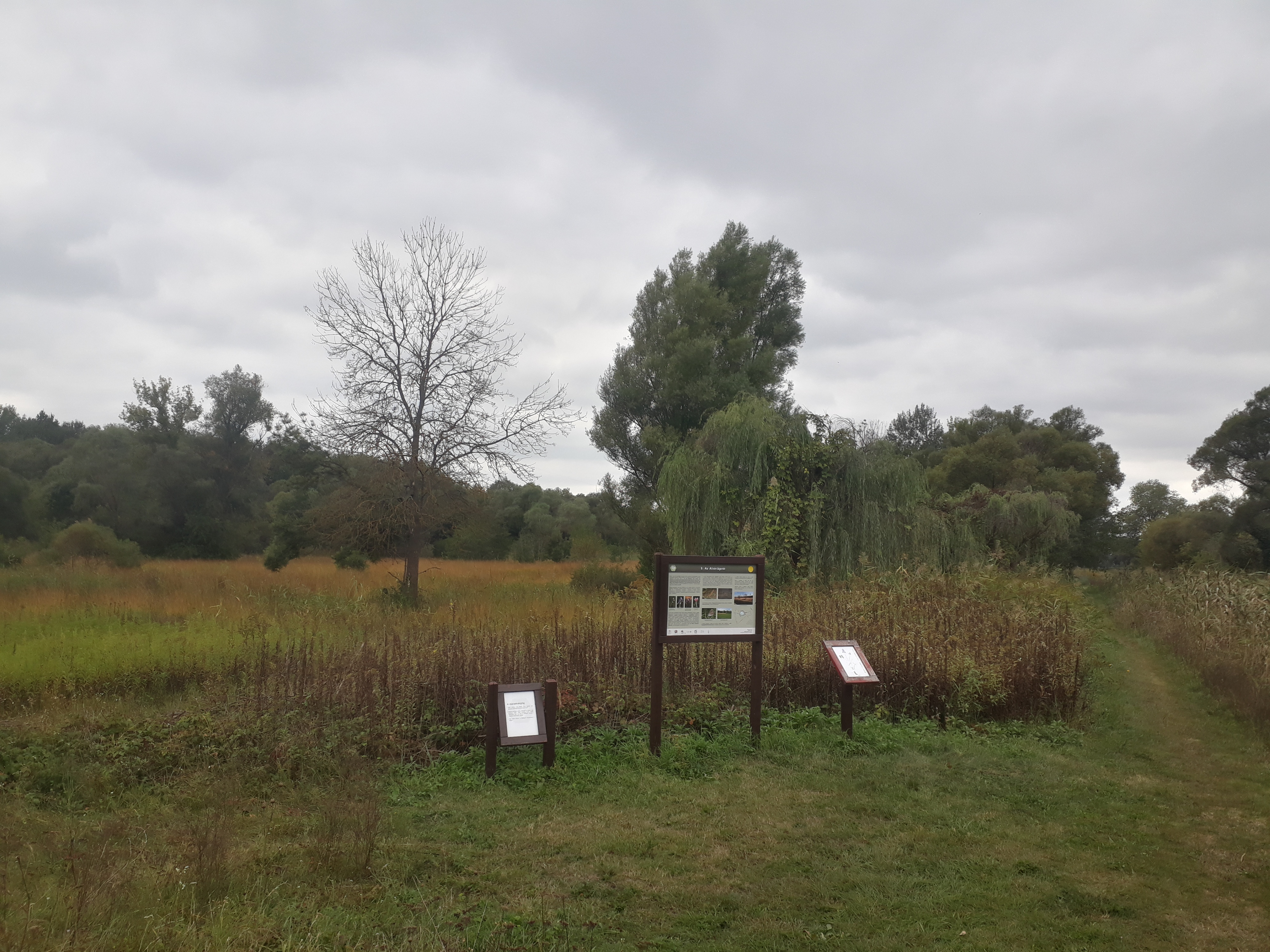
Alsó-láprét – a sárga tanösvény a Szilas-patak mentén 2020 szeptemberében

A Naplás-tó – amin 3-3,5 kilométer hosszan folyik át a Szilas-patak – ökológiai szempontból a főváros egyik legértékesebb területe. Magán a körülbelül 16 hektáron elterülő tavon kívül annak közvetlen környezete, a Cinkotai parkerdővel és a Szilas-patak menti láprétekkel együtt – összesen mintegy 150 hektár – természetvédelmi terület. Ezt, a helyi (fővárosi) jelentőségű védelmet 1997-ben kapta meg. Akkor a Budai Tájvédelmi Körzet után a második legnagyobb védett terület volt Budapesten – azonban a 2014 óta védett Felsőrákosi-rétek 164 hektáros helyi védettségű tájegység az országos jelentőségű ex lege lápokkal együtt közel 200 hektár egybefüggő egységet alkot, így előzve meg a 2013-ig 167 hektárnyira bővült cinkotai területet. A főváros helyi jelentőségű védett területei között 2021-ben is még mindig a legnagyobb.
A tágabb (védett) terület 3 részre tagolódik: a Naplás-tó és közvetlen környéke a parti nádassal és a hozzá csatlakozó fűzláppal; a Szilas-patak menti láprétek (a felső-láprét a tó felett, a patak jobb partján elhelyezkedő rétegyüttes, míg az alsó-láprét a tó alatti rétegyüttes); és a Cinkotai parkerdő (vegyes telepítésű parkerdő a főleg az út mentén fellelhető, egyre csökkenő homokpusztagyep maradványokkal).
A Szilas-patak az árokrendezések (1960–1970-es évek) előtt rendszeresen elöntötte környezetét, ezáltal hatalmas területű lápréteket alakított ki maga körül. A 20. század végére azonban előbb a kaszálások és mezőgazdasági igénybevétel, majd az egyre nagyobb mértékű beépítettség, az 1950–1970-es évek közötti nagy mértékű szennyezés, végül a meder átrendezése, mélyítése és a tározó megépítése miatt ebből már csak kisméretű maradványok találhatók a tó közelében. Degradáltsága ellenére a védetté nyilvánítást követően több mint négyszáz növényfaj ismert a területről. Állatvilágára is a nagy fajgazdagság a jellemző.
A mesterségesen létrehozott területen Budapesten egyedülállóan új, gazdag élővilág alakult ki. Az ornitológiai megfigyelések már az 1970-es évek végére visszanyúlnak. Az 1980-as évektől megkezdett florisztikai kutatások során 1990-ig 367 hajtásosnövényfaj, közülük 10 védett faj került elő. Az 1991 és 1993 között elvégzett vizsgálatok 10 védett és „Vörös Könyvben” szereplő bogárfaj jelenlétét mutatták ki, míg a kétéltű- és hüllőfaunájának felmérése során előbbiből 8 (Budapesten 1988 és 1990 között összesen 10 kétéltűfaj, a hazai fauna több mint 60%-a fordult elő), utóbbiból 6 fajt írtak le.
A terület élőhelytípusokban is nagyon változatos: van itt mezőgazdasági terület, szabad vízfelület, nádas, liget, bozót, fenyő-, valamint lombhullató erdő (tölgy és akácos) és még 2013-ban bővült egy 14 hektáros láposodó jellegű kaszálóval. A már a 20. századtól egyre növekvő emberi tevékenység által okozott hatások változásokat indított el a kialakult ökoszisztémában. Az 1980-as években még három vöcsökfajt figyeltek meg a tavon, amelyből a 2010-es évekre egy sem maradt. Az itt élő kétéltűek, mint például a vöröshasú unka (Bombina bombina), a barna ásóbéka (Pelobates fuscus), a tavi béka (Rana esculenta), a gyepi béka (Rana temporaria), a pettyes gőte (Triturus vulgaris) tóba lerakott petéi többnyire a mesterségesen betelepített sporthalak áldozatául esnek.

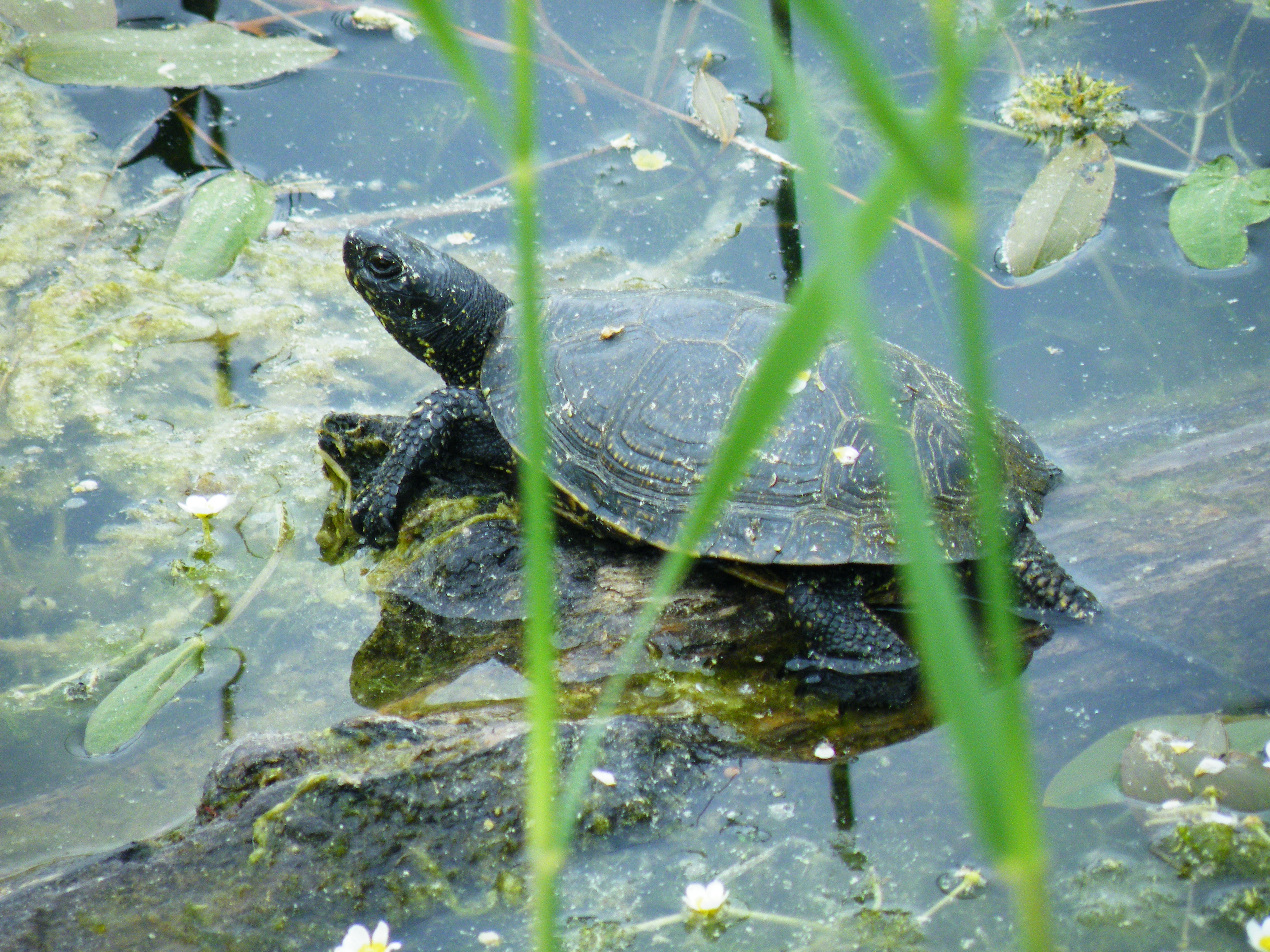
A természeti értékekben gazdag védett terület egyik lakója a mocsári teknős

A tó mocsári teknős állomány megőrzésére és védelmére előbb a Fővárosi Állat- és Növénykert, a Fővárosi Önkormányzat és a WWF indított közös programot, amit 2015-től a Magyar Madártani és Természetvédelmi Egyesület Kétéltű- és Hüllővédelmi Szakosztálya a Rákosmenti Mezei Őrszolgálattal együttműködve vett át. E program keretében begyűjtik a tóból és elhelyezik a tájidegen teknősfajokat. A hüllők közül említést érdemel még a vízisikló (Natrix natrix). 1997 telén vándorlóként néhány napig megjelent a fokozottan védett vidra is. A teljes természetvédelmi terület madárvilága még a 2020-as években is, Budapesten egyedülálló gazdagságú, melyben igen nagy a védett és fokozottan védett fajok aránya. Évről évre helyszíne ezért az MME nyárvégi madárgyűrűző akciójának (2013 óta) és az őszi Európai Madármegfigyelő Napokat (2005 óta) a Magyar Madártani és Természetvédelmi Egyesület szervezésében. Sokszínű a terület rovarvilága is. E mellett az 1989-ben létrejött az IUCNSSC DAPTF (Természetvédelmi Világszövetség/International Union for the Conservation of Nature, Species Survi-val Commission, csökkenő kétéltűek populációjával foglalkozó munkacsoport/Declining Amphibian Population Task Force) munkájához 1990 elején csatlakozott Magyarország, amely egyebek mellett a Naplás-tó kétéltűfaunájának hosszú távú vizsgálatára terjedt ki. A védett barna varangy jellegzetes faja a tározónak.
A környező nádas, valamint a patak völgyében lévő alsó és felső lápréten kialakult gazdag növény- és állatvilág miatt nyilvánították védetté. Olyan védett növényfajok találhatók itt, mint a szibériai nőszirom, borzas füzike és több orchideaféle, valamint a mocsári tisztesfű (Stachys palustris), keskenylevelű gyapjúsás (Eriophorum angustifolium) és zsombéksás (Carex elata). A tervezési terület teljes területén tilos kutyák póráz nélkül sétáltatása, a fészkelő madarak bármilyen formában történő zavarása. Lovagolni is csak a természetvédelmi hatóság engedélyével, az arra kijelölt ösvényeken lehet. A láprétek és láperdők szigorúan védett területek bejárásuk csak a kijelölt ösvényeken szabad, ezeken kívül csak tudományos célból, engedéllyel lehet tartózkodni. A tótól északra található fűzláp hosszú ideig a struccpáfrány egyetlen előfordulási területe volt, de a 2010-es évek második felében már nem találtak egy példányt sem, valószínűleg eltűnt innen. A védett gerinctelenek közül említésre érdemes az imádkozó sáska (Mantis religiosa), a nappali pávaszem (Aglais io), a kis balkáni futrinka (Carabus montivagus blandus) és a szentendrei változó futrinka (Carabus scheidleri distinguendus). A tó fontos élőhelye a barna ásóbékának (Pelobates fuscus) és a hazánkban őshonos egyetlen teknősfajnak, a mocsári teknősnek (Emys orbicularis). A környező nádas, illetve a tó déli partja melletti, telepített faállományú Cinkotai parkerdő gazdag madárvilágnak nyújtanak otthont. A madártani megfigyelések során 1998-ig 200, 2020-ig pedig több, mint 220 madárfajt írtak le a Naplás-tó környékén, ami Magyarország teljes madárfaunájának közel 60 %-a. Látható itt a hegyi fakusz (Certhia familiaris), az erdei fülesbagoly (Asio otus), fekete rigó (Turdus merula), zöldike (Chloris chloris) és az őszapó (Aegithalos caudatus), de olyan ritkaságok is megfordulnak a területen, az átvonuló nagy fülemüle (Luscinia luscinia), ami a nádasokban bújik meg vagy ritkán a halászsas (Pandion haliaetus) is „betéved” a tározó fölé.
A tó védelem alá helyezésének indoka az volt (a Merzse-mocsárral együtt), hogy Közép-Európában ez az egyetlen ilyen nagy kiterjedésű városi terület, amelyen a vízi és mocsári növényzet, illetve a hozzá csatlakozó sásréti és lápréti vegetáció viszonylag háborítatlan. Értékesek a nyílt vízi hínáros, nádas, a partvonalon csatlakozó magas sásos rét- és lápréttöredékek is.

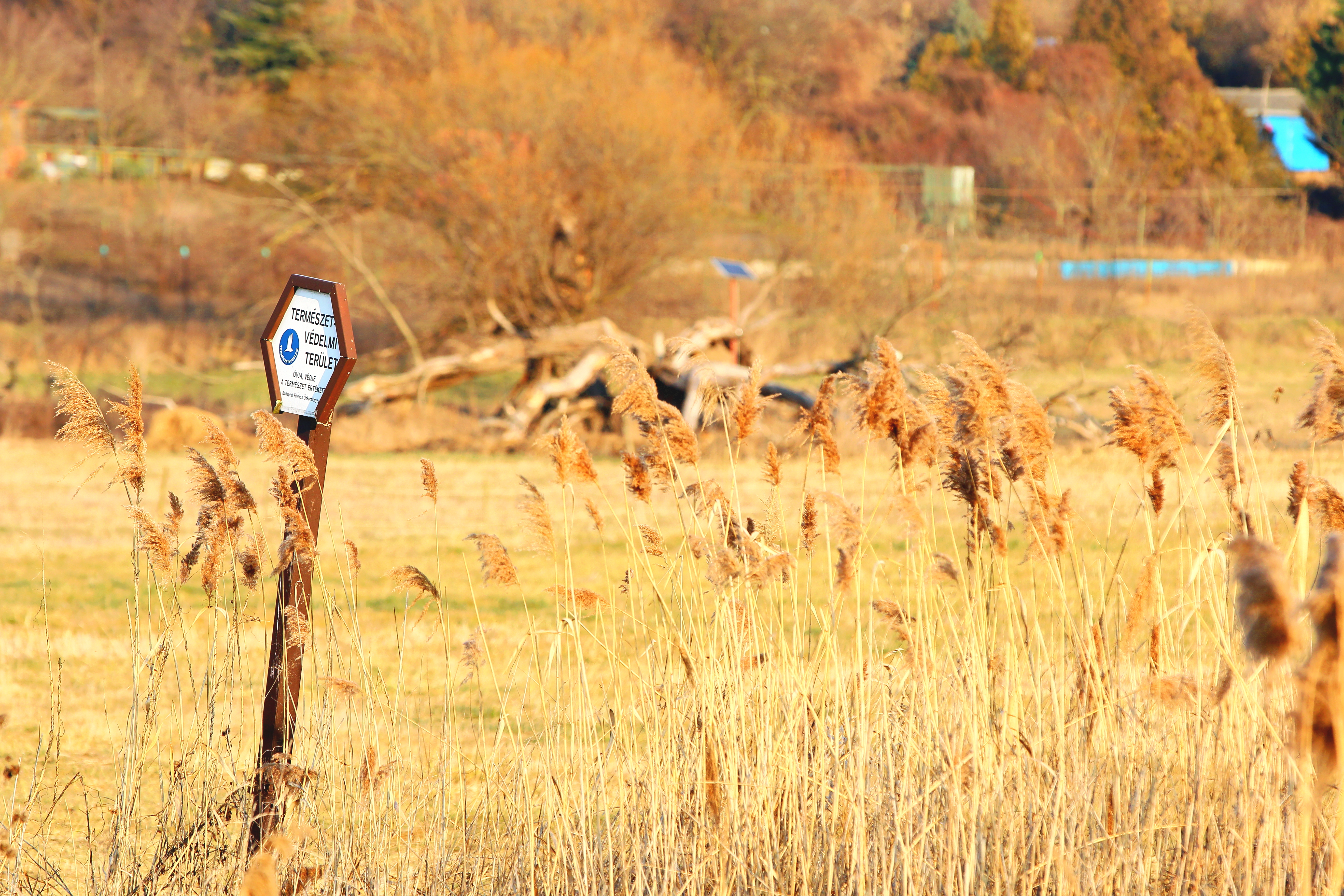
Öntéses jellegű kaszáló 2020 januárjában a Cinkota alatti, Szilas-patakba torkolló Zúgó-pataknál

A Naplás-tó természetvédelmi terület legfontosabb megőrzendő élőhelytípusai a fővárosi helyi védettségről szóló 2013-as rendelet alapján:
- meszes kiszáradó láprétek (Succis-Molinietum),
- magassásrétek (Caricerion gracilis),
- nádas társulások (Phragmition australis),
- rekettyés fűzláp (Calamagrosti-Salicetum cinereae),
- fehérnyár-ligetek (Senecioni sarracenici-Populetum albae),
- fűzligetek (Leucojo aestivi-Salicetum albae),
- síkvidéki égerligetek (Paridi quadrifoliae-Alnetum),
- bodzás szegélyek, kaszált gyepek és időszakos nyílt vízfelületek.

2015-ös felmérés alapján a területen található özönnövények és egyéb tájidegen növényfajok a következők: kanadai aranyvessző (Solidago canadensis), magas aranyvessző (Solidago gigantea), adventív őszirózsa faj (Aster sp.), selyemkóró (Asclepias syriaca), vadszőlő faj (Parthenocissus sp.), fásszárúak közül, a tájidegen fajokból álló erdőtelepítés miatt főleg a fehér akác (Robinia pseudoacacia) és a vörös tölgy (Quercus rubra), illetve az ecetfa (Rhus typhina).

## Elhelyezkedése
A Naplás-tó Budapest XVI. kerületében, Cinkota külterületén, a XVII. kerület határában, Rákosliget mellett található.
A Naplás-tó természetvédelmi terület Budapest XVI. kerületében, a „Cinkotai út-Simongát utca-Zúgó-patak” és a „Nagytarcsa közigazgatási határ-Budapest XVII. kerület közigazgatási határ” között, a Naplás út északi és déli oldalán, 1 668 657 m2 kiterjedésű területet jelenti.
A tó vízgyűjtője a Pesti-hordalékkúpsíkságon található.

## Megközelítése
A tavat a belváros felől autóval Cinkotán (Kerepesi út–Veres Péter út–Szabadföld út–Vidám Vásár utca–Simongát utca–Nógrádverőce utca-Naplás út), vagy Rákoskeresztúron keresztül (Jászberényi út–Pesti út–Cinkotai út–Nógrádverőce utca-Naplás út) lehet elérni.
Kerékpárral Szilas-patak menti, illetve a Naplás úti kerékpárúton keresztül közelíthető meg. Előbbi a Veres Péter útra merőlegesen a XVI. kerület részeit köti össze a Sarkad és a Béla utcák találkozásától – a Hermina úttól a Cinkotai útig (Simongát utca) egybefüggő (kereszteződésmentesen) zárt szakaszon – a tóig, utóbbi pedig a XVII. kerületből a Rákos-patak menti kerékpárúttal. A 2019 óta egybefüggő bicikliutak éjjel kivilágítottak.
Tömegközlekedéssel a tóhoz vezető úttól (Nógrádverőce utca-Naplás út) 250-300 méterre (a csomópontba helyezése forgalombiztonsági okok miatt nem kivitelezhető), a Cinkotai úton elhelyezett buszmegállóhelytől (Erdei bekötőút). Itt a  46 és a  146 (Cinkota felől), éjszaka a  908, 992 jelzésű buszok állnak meg, ahonnan gyalog pár perc (körülbelül 1 kilométer) a tározó.

## A Naplás-tó és az ember
A Naplás-tó nem természetes képződmény. Árvízvédelmi létesítmény, ezért időnként karbantartásra szorul. Így volt ez 1991. év elején, amikorra annyira eliszaposodott, hogy már nem tudott volna annyi vizet befogadni, ahány köbméterre tervezték, tehát feltétlenül kotrásra szorult, vizét evégett leengedték. A kotrási tervekben maximálisan figyelembe vették a környezetvédelmi szempontokat, a végrehajtás előtt pedig kikérték a környezetvédelmi hatóságok véleményét is – írta a helyi újság. Néhány évvel később azonban az jelent meg, hogy a folyamat ökológiai katasztrófát jelentett az élővilágra. A feltöltésre ugyanis a környezetvédők tiltakozása ellenére csak a leengedés után fél évvel került sor. Addigra a medret belepte a növényzet, ami az elárasztást követően bennrothadt a vízben. Megindult az algásodás és mázsaszám döglöttek a halak. Közel öt évre volt szükség, hogy a tó ökológiai egyensúlya úgy9-ahogy helyreálljon, amikor is újabb leeresztést terveztek a zsilipszerkezetben elkorrodálódott négy éktolózár cseréje és újabb kotrás miatt, ami anyagi okokból, később pedig természetvédelmi szempontok miatt nem valósult meg.
Kicsit tágabban vizsgálva, a tó vízgyűjtő területén 1990–2018 között a területhasználatban és felszínborításban bekövetkező változások nyomon követése és elemzése által megfigyelték, hogy 10%-kal csökkent a nem öntözött szántóföldek kiterjedése, miközben a legelők területe nőtt, de az urbanizációs folyamatok (újonnan épült településrészek és a hozzájuk tartozó infrastrukturális és rekreációs létesítmények) erősödtek. Az ipari és kereskedelmi létesítmények 2%-kal, az út- és vasúthálózathoz kapcsolódó területek 2 %-kal, a nem összefüggő településszerkezet 3,4 %-kal, a sport és szabadidős tevékenységcsoporthoz tartozó területek részaránya pedig 1,2 %-kal növekedett. Oka, hogy a belsőbb kerületekből és vidékről is mind többen költöznek a peremkerületekbe és vonzáskörzetükbe. A vizsgált, közel két évtizedes időszakban kimutathatóan növekedett a területen a mesterséges terepfelszín aránya. Ennek hatása az élővilágban is megfigyelhető. A vízgyűjtő területet érintő változásokról, terhelésekről és az ökológia állapotról a 2020-as évekig a XVI. kerületi önkormányzat által 1997 óta rendszeresen elkészített kerületi környezetállapot-jelentések adtak tájékoztatást.
1997 óta Budapest helyi jelentőségű védett természetvédelmi területe. Látogathatóságát rendelet szabályozza. Az alsó-, a felső lápréten, valamint a tótól északra található fűzláp területén közlekedni csak gyalogosan, a kijelölt utakon megengedett. Ez alól csak a tudományos célú jogerős természetvédelmi hatósági engedély jelent kivételt. A nádasban április 1. és október 30. között mindenféle közlekedés és tartózkodás tilos.
Már a tározó tervezésekor is felmerült a horgásztóként való hasznosítás, erre azonban elkészülése után is csak évek múlva került sor. Cikkek szerint elsősorban a tó és a Szilas-patak szennyezettsége volt ennek az akadálya, beszámolók alapján pedig felmerült ifjúsági-, úttörőtábor, pártüdülő létesítése is és hogy a tanács parcellázni akarta a területet. 1988-ban végül megvalósult az eredeti terv és betelepítették halakkal. Az év nagy részében, engedéllyel lehet horgászni. A tóban fogható halfélék a ponty, az amur, a csuka, a fogassüllő, az európai harcsa, a balin és a compó.
A tó és környezete gyakori célpontja a természetjáró elsősorban fővárosi turistáknak és kerékpárosoknak. A téli időszakban a befagyott tavon tartózkodni tilos, amire a tó körül kihelyezett tiltó táblák fel is hívják a látogatók figyelmét. Télen mégis sokan mennek korcsolyázni a tóhoz. A szabad vizek jegén való tartózkodást a 46/2001 (XII. 27.) BM rendelet 5. §-a is szabályozza. Bár az élővilágnak sem kedvez e téli szórakozási forma, életveszélyes is – hiszen a mesterségesen létrehozott tó a benne áthaladó Szilas-patak és a területén hajdan volt mocsarat tápláló források miatt vize áramló, így bárhol lehet elvékonyodott a jég, ha pedig annyira megvastagszik, hogy elzárja az oxigéntől a tóban élő halakat, amik az iszapból felkeverik a metánt, meg is lékelik, ami újabb veszélyforrás – és Budapest helyi jelentőségű védett természeti területeiről szóló 25/2013. (IV. 18.) fővárosi önkormányzati rendeletében is szerepel ez a tilalom, 2017 januárjában mégis (sikertelen) népi kezdeményezés indult a hivatalos és engedélyezett korcsolyázás lehetőségének megteremtéséért.
A WWF Magyarország által 2002-ben indított mocsáriteknős-védelmi program keretében az ország számos területén folyamatos állományfelmérést végeztek. Ebben a Naplás-tó mintaterületül és bemutatóhelyül szolgált. A többéves kutatás során néhány itt élő egyedet rádióadóval láttak el, hogy nyomon követhessék a mozgásukat.
2012 februárjában a tó melletti erdő kezelője, a Pilisi Parkerdő Zrt. nagy területen vágta ki a fákat, a telepített, 59 éves akácfa állomány felújításaként. Az ezzel való szembesülés felháborodást keltett a XVI. és XVII. kerületi lakosság körében. Sajtómegkeresésre a cég szóvivője elmondta, a munkálatokat a Pest Megyei Kormányhivatal Erdészeti Igazgatósága hagyta jóvá. A folyamat ugyan egy tarra vágással kezdődik, de a megszaggatott gyökerekből az akác esetében sarjhajtás nő, így újítva meg az állományt. A kivágott fák egy részét a kerületi önkormányzatok és egy jótékonysági szervezet családok szociális támogatására használták fel. Állatvédők azért kifogásolták ezt a módszert, mert így az urbanizálódott területek miatt lecsökkent élőhelyű állatok menedék-, költő-, táplálkozó-, illetve szaporodóhelye csökkent tovább, ha időlegesen is.
A tó természetvédelmi övezetében bejárható Naplás-tó tanösvényt a XVI. kerületi Önkormányzat, a Rákosmenti Mezei Őrszolgálat és a Magyar Madártani és Természetvédelmi Egyesület hozta létre Bajor-Lampert Rita terveit és kutatási anyagait alapul véve. A „zöld tantermet” március 17-én adták át a nagyközönség számára. Hossza körülbelül 4500 méter, 18 darab állásponttal. Szakaszai egyben, vagy külön-külön is bejárhatók. Három tematikus körút (tókerülő, erdő és láprét) mutatja be a környezetet és élővilágát. 18 a felnőttek részére írott, tudományosabb nyelven megfogalmazott és 36 gyermekeknek szóló játékos feladatokkal és illusztrációkkal ellátott táblát tartalmaznak. A nagy táblákon látható a tanösvény-hálózat közös logója, a tanösvény szakasz jelzése, illetve az állomás helye is. A kék a tó (2,5 km hosszú és 13 állomásból áll), a sárga a Szilas-patak mente (1,8 km hosszú és 6 állomásból áll), míg a zöld az erdő (1,2 km hosszú és 7 állomásból áll) értékeit ismerteti. Szabadon látogatható.

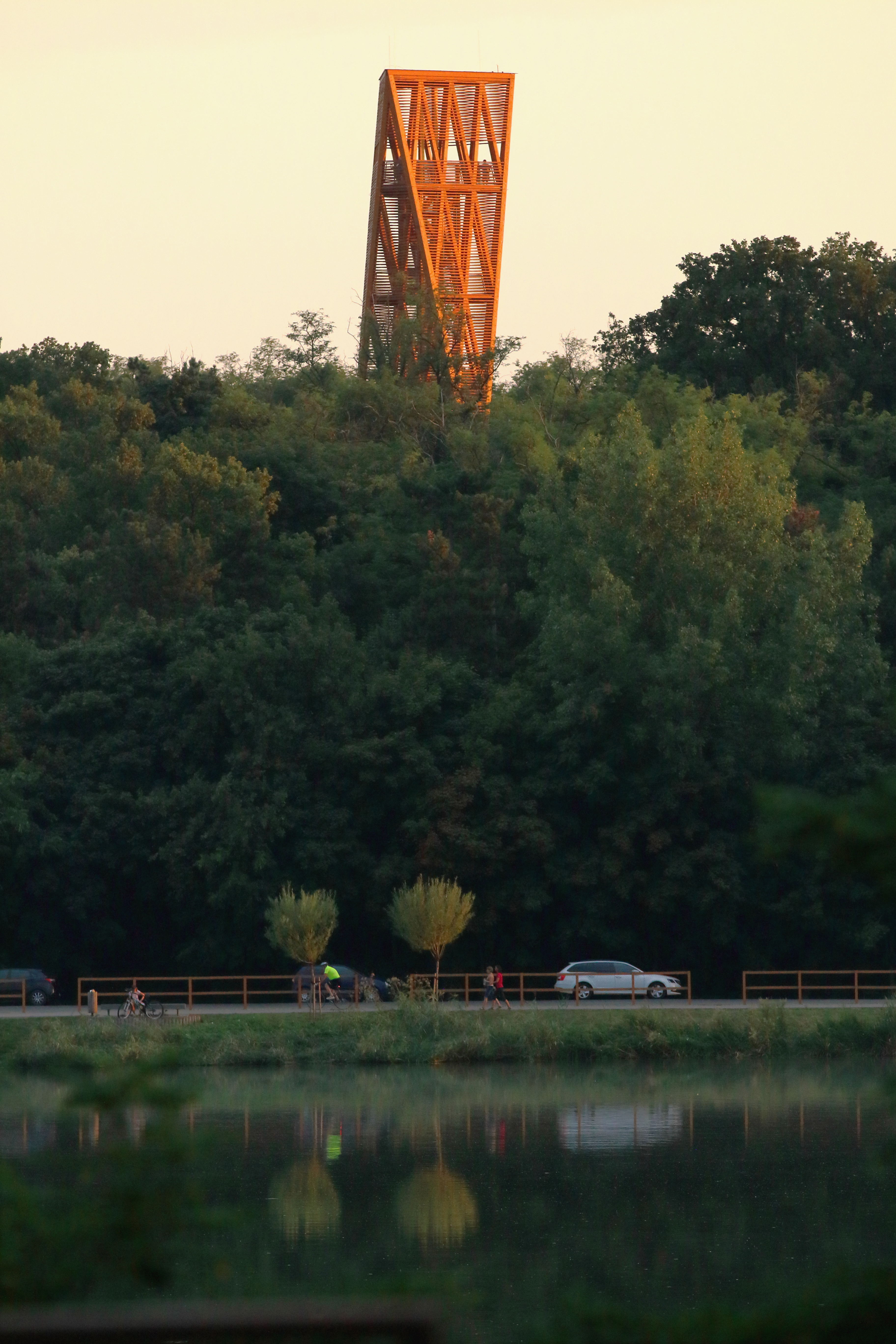
A tó déli oldala a kilátóval
2021 augusztusi este

A XVI. kerületi önkormányzat a 2016-os TÉR_KÖZ pályázaton indult a „Szilasmenti kerékpárút közösségi tereinek bővítése” projekttel. A tó déli oldalán így létesült egy fogadóépület (horgászjegy-árusító hely, büfé, tárolók és akadálymentes illemhely), a horgászok számára tóparti víziállásokat alakítottak ki, egyúttal vízparti növényeket telepítettek, gyepesítettek, a gyalogos forgalomnak kiszélesített kerékpárúti sétányon pihenőpadokat helyeztek el, a Naplás út két oldalán pedig parkolóhelyeket alakítottak ki. A projekt részeként – a tervezési időszak után, a járványhelyzet alakulásával – a Pilisi Parkerdő Zrt. 2020-ban elkezdte egy új kilátó építését, amely a fák fölé magasodva teljes panorámás kilátást tesz lehetővé a tó környékére, de a távolabbi hegyekre is. Terveit a Robert Gutowski Architects készítette, a kivitelezést Fitotron System Kft. végezte el. A Cinkotai-kiserdő legmagasabb (175 méter) pontján a kerületi önkormányzat és a Pilisi Parkerdő Zrt. együttműködésében épült, 27 méter magasságú szerkezetet 2021 júniusában adták át. Fő anyagai a látszóbeton és felületkezelt lucfenyő. A Naplás-tavi kilátónak a népnyelven szinte azonnal új neve lett: „cinkotai ferde torony”. A vizuális illúzió nem pusztán a véletlen műve. A torony alapja és teteje két, egymáshoz képest 180 fokban elforgatott háromszög, melyek egymásra vetítve egy hexagramot rajzolnak ki. Szimbolikája a tér három irányát sűríti magába: fent–lent, jobbra–balra, előre–hátra. A függőlegesen egymástól tehát 27 méter távolságra elhúzott háromszögek között keletkező felületek újabb, a függőlegestől síkban ki-be dőlő háromszögek. Ábrázoló geometria segítségével alakították ki a csomópontokat is. A főtartók keresztmetszete például szabálytalan ötszög, a közbenső szintek alaprajzait pedig szabálytalan és szabályos hatszögek alkotják. A lépcső nem támaszkodik a földre, függ a szintek és tartók között, miközben a szerkezet vázát merevíti. A pihenők közti lépcsőfokok szintén középen kiszélesedő háromszög alaprajzúak. A lépcső oldalfala áttört, teljes magasságú. A kilátó legfelső platója 21 méter magasságban van.

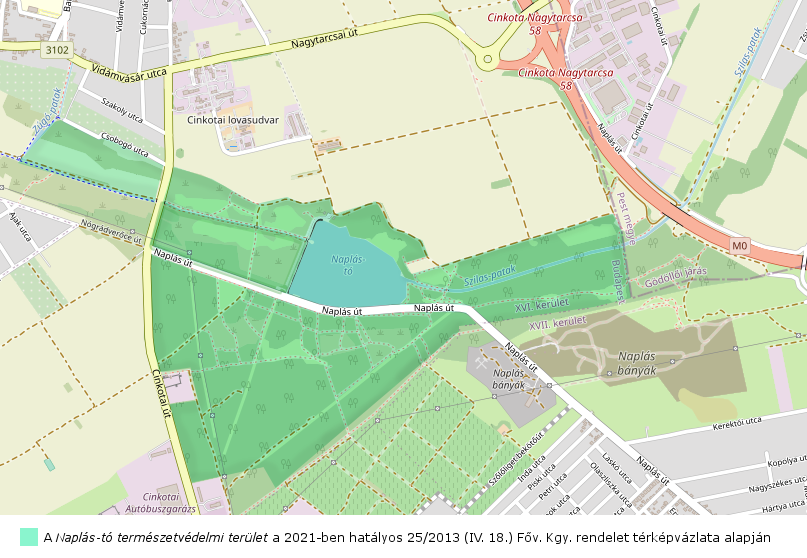
A Naplás-tó természetvédelmi terület és környékének térképe
(2021-ben)

A Radó Dezső-tervben a 2024-ig tervezett Szilas-patak – Zúgó-patak és Naplás-tó közötti szakaszának mederrendezése (érdekképviseleti projekt) elnevezésű kisvízfolyás-völgyek revitalizációjára kidolgozott és a 2030-ig ütemezett Cinkotai kiserdő természetközeli erdőként való megújítása akciótervek része.
A „Naplás-bányák” a Naplás-tó közvetlen vonzáskörzetében, a patak vízgyűjtő területén, a szomszédos XVII. kerületben, Rákoscsaba-Újtelep határában találhatóak. A korábbi (a második világháborútól az 1990-es évekig tartó) kavicskitermelésből származó bányagödrökből létrehozott hulladéklerakó területét a Naplás út egy keleti és egy nyugati részre tagolja. Több környezetvédelmi cég is készített állapotfelmérést és tényfeltárást az egyes területekről. Már a Rákosvölgye és a Rákosmezeje termelőszövetkezetek tulajdonaként, az 1970-es évektől kezdték el rekultiválni. Annak ellenére, hogy csak törmelékkel és földdel való feltöltésre kapott engedélyt a Fővárosi Közterület-fenntartó Vállalat és a Rákosmezeje téesz, egy 1991-es újságcikk szerint „háztartási szeméttől, az állattetemekig minden megtalálható” volt ott. 2000-ben a Fővárosi Főügyészség a XVII. kerületi önkormányzat és a két addigra részvénytársasággá lett tulajdonos ellen pert kezdeményezett bányák elmaradt rekultivációja miatt. A két területen a 2010-as években is folytatódik hulladéklerakás, amelynek kérdéses a törvényessége. A bányák környékén kimutatható a talajvíz és a levegő szennyezettsége. A Szilas-patakban vett mintákban nem találtak a határértéket meghaladó szennyezettséget. Habár a tó és környéke 1997 óta természetvédelmi terület, a rekultiváció a környéket évtizedek óta érintő kérdés, a XVII. kerületben található bányák tulajdonjoga és felelőssége nem tisztázott, és a kerület 2021–2026-os környezetvédelmi programjában nem szerepel kiemelt helyen.

## Galéria

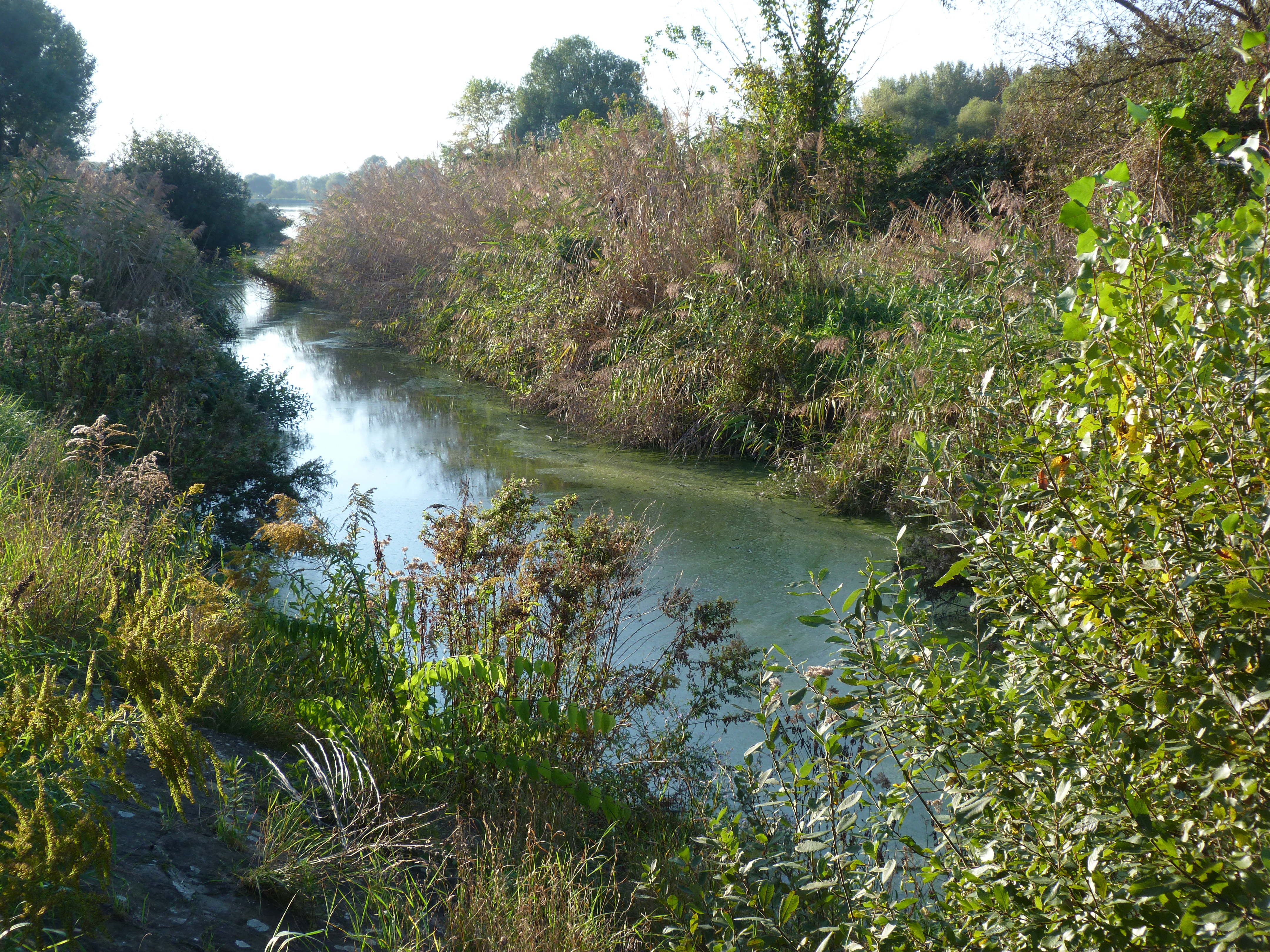
A Szilas-patak betorkolása a Naplás-tóba, a keleti oldalán 2014-ben
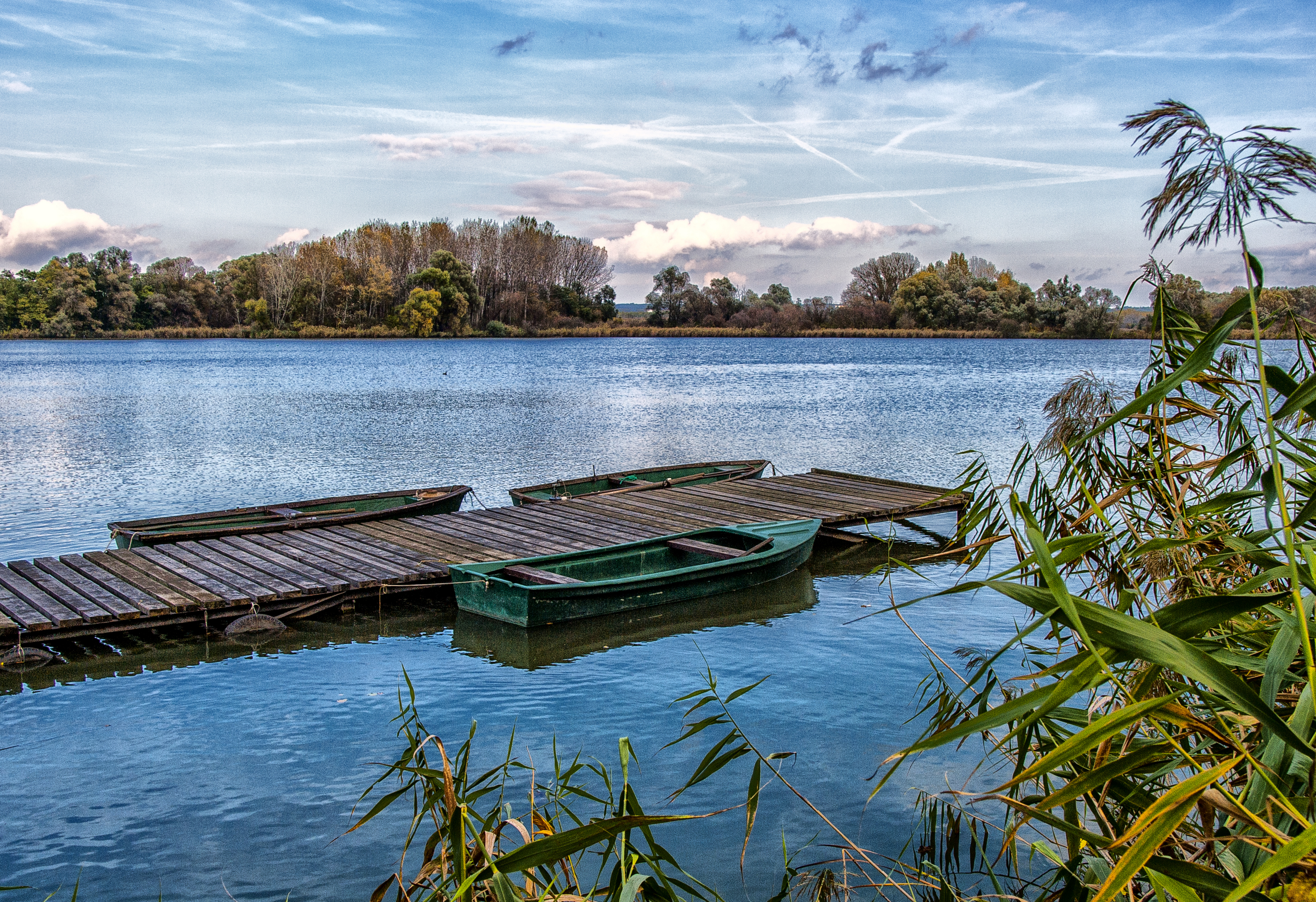
Horgászcsónakok a tavon, 2016 októberében
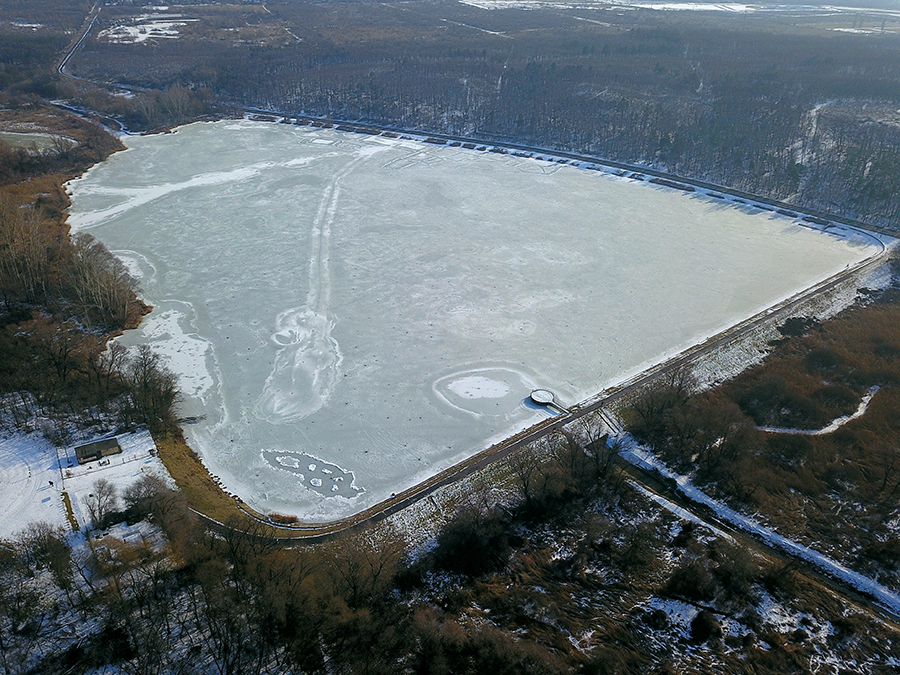
A befagyott Naplás-tó és környéke az észak-nyugati csücskétől légi fotón, 2019 januárjában